# HD 216718
HD 216718，又名BD-05 5885，SAO 146388、HR 8716，是一颗恒星，视星等为5.72，位于銀經66.38，銀緯-54.55，其B1900.0坐标为赤經22h 49m 59.8s，赤緯-5° -54.55′ 14″。